# Motorway M-8 (Pakistan)
Der Motorway M-8 ist eine Autobahn in Pakistan. Die Autobahn führt in Ost-West-Richtung durch Belutschistan im Südwesten des Landes von Ratodero zur Küstenstadt Gwadar, nicht weit von der Grenze zu Iran. Mit einer Gesamtlänge von 892 Kilometern ist sie die längste Autobahn des Landes.

## Bau
Der Bau der M-8 begann im Oktober 2004. Die Autobahn wurde am 23. Juni 2009 für den Verkehr freigegeben. Sie verkürzt die Reisezeit in dieser abgelegenen Gegend erheblich. Obwohl die M-8 als Autobahn beschildert ist, gibt es auf der gesamten Länge nur einen Fahrstreifen pro Richtung und keine Kreuzungen.

## Verlauf
Die folgenden Ortschaften liegen entlang der Strecke:
- Ratodero
- Khuzdar
- Gwadar